# Acuerdos de paz de París

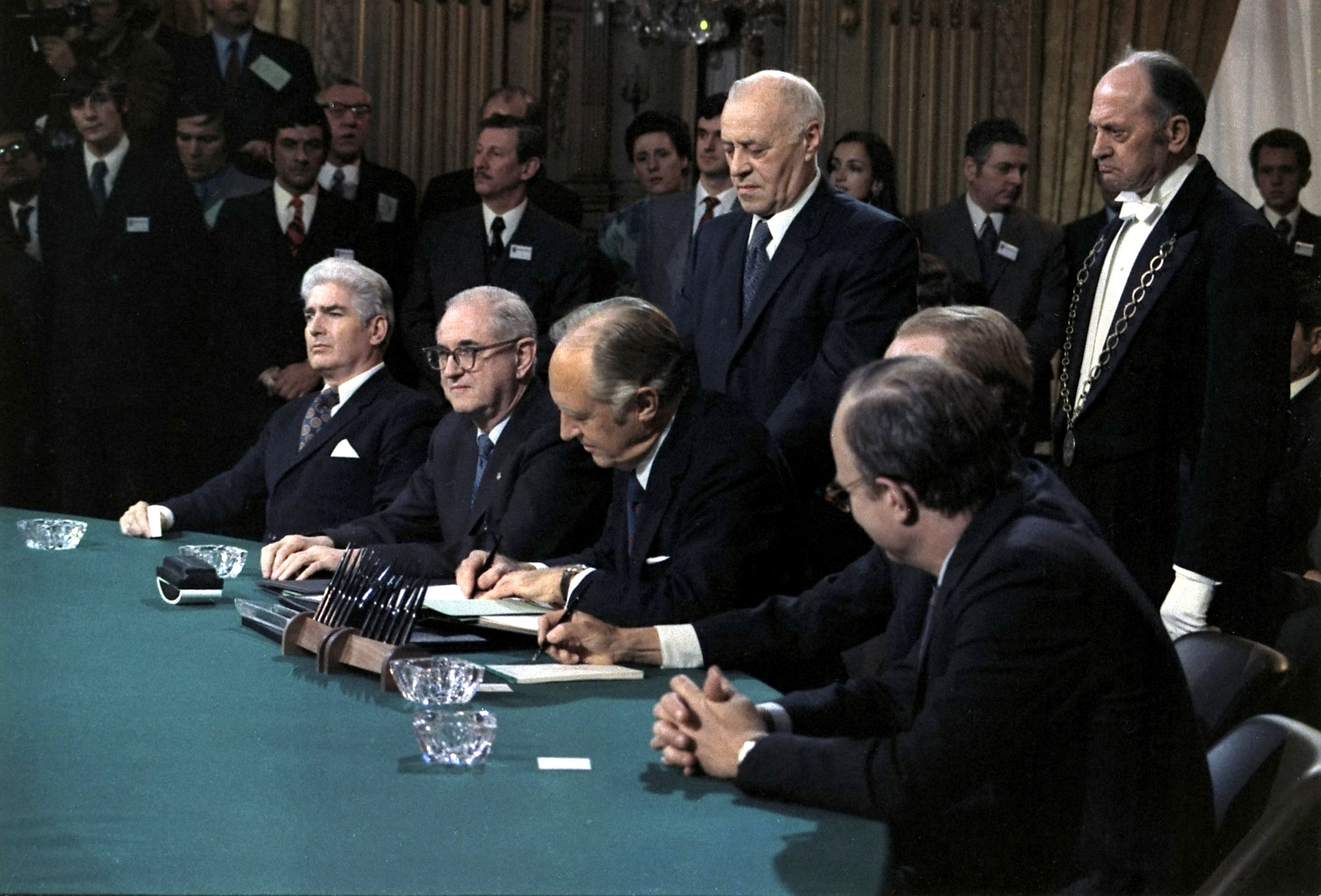
Varios representantes firman el acuerdo de paz el 27 de enero de 1973.

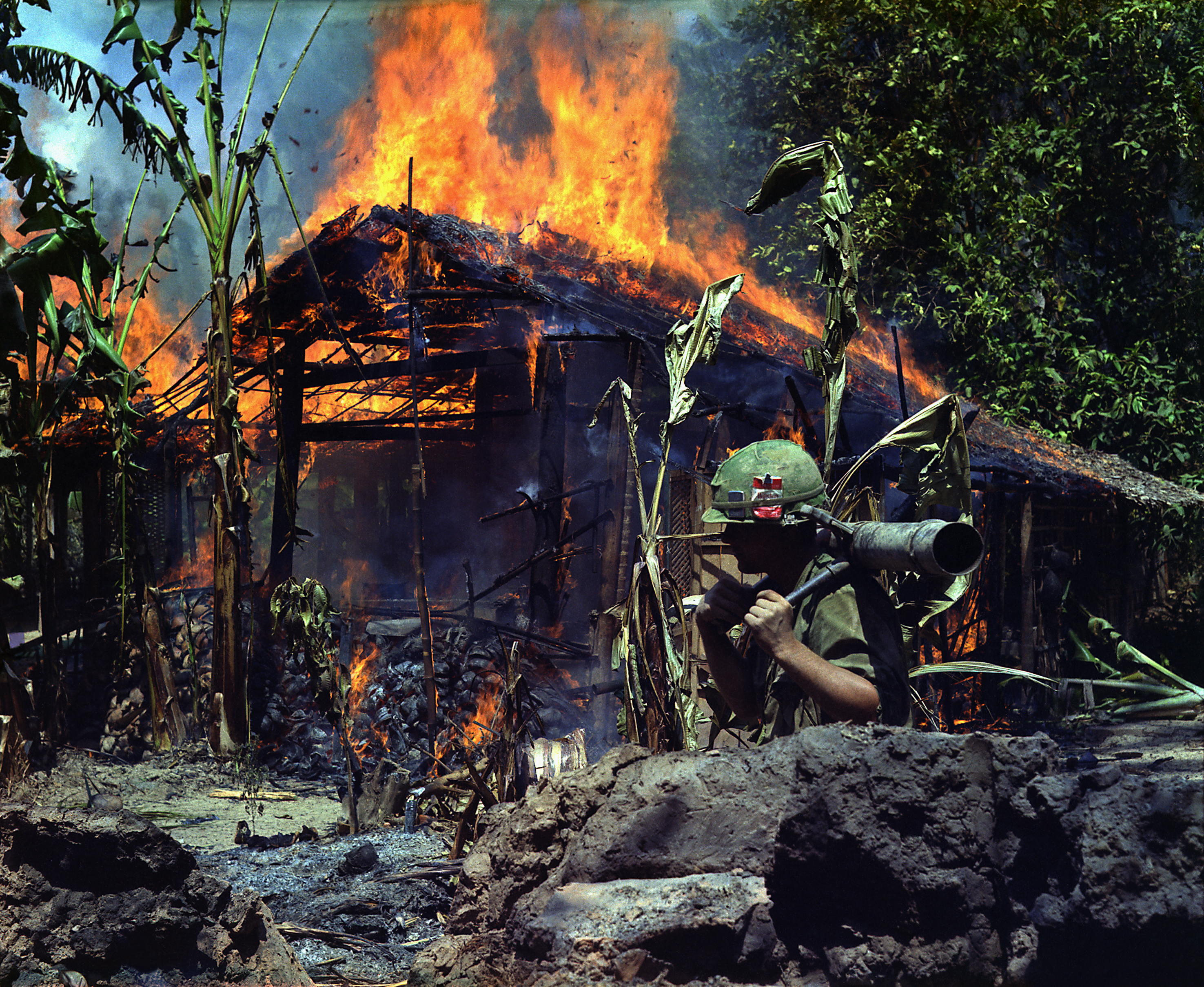
Campamento del Viet Cong en Mỹ Tho incendiado por tropas estadounidenses en 1968, durante la Guerra de Vietnam.

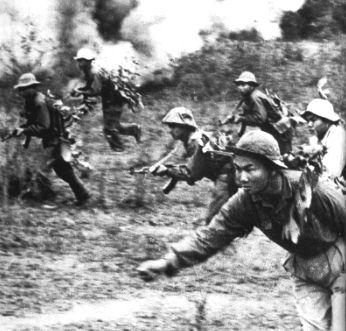
La guerra de Vietnam.

Los acuerdos de paz de París de 1973 estuvieron destinados a establecer el fin de la guerra de Vietnam con la aplicación de los derechos fundamentales, así como la independencia de Vietnam del Sur y la estabilización de Asia. Principalmente, los acuerdos, firmados el 27 de enero, fueron los siguientes:

## Capítulo I
Los derechos nacionales fundamentales del pueblo vietnamita.

### Artículo 1
Tanto Estados Unidos como el resto contemplarán la soberanía de Vietnam tal y como se dispuso en los acuerdos de Ginebra de 1954.

## Capítulo II
Cese de hostilidades. Retirada de tropas

### Artículo 2
Acuerdo sobre el alto el fuego en Vietnam del sur dispuesto para el 27 de enero de 1973.

### Artículo 4
Fin de ocupación de los Estados Unidos en Vietnam del Sur.

### Artículo 5
Fin de ocupación del resto de tropas y arsenales de guerra en Vietnam del Sur.

### Artículo 6
Desmontaje de todas las instalaciones militares de Estados Unidos en Vietnam del Sur.

## Capítulo IV
El ejercicio del derecho a la autodeterminación del pueblo vietnamita del sur

### Artículo 9
Tanto el Gobierno de Estados Unidos y de la República Democrática de Vietnam respetarán la independencia de Vietnam del Sur, así como sus elecciones democráticas.

## Capítulo V
La reunificación de Vietnam y las relaciones entre Vietnam del Sur y Vietnam del Norte

### Artículo 15
Vietnam del Norte y Vietnam del Sur se reunificarán poco a poco sin coaccción extranjera.

## Capítulo VI
Comisiones militares conjuntas, comisión internacional de control y supervisión

## Capítulo VII
Camboya y Laos

### Artículo 20 (a)
Se respetarán los Acuerdos de Ginebra sobre Camboya y Laos, así como sus propias independencias.

## Capítulo VIII
Las relaciones entre Estados Unidos y la República Demócrática de Vietnam

### Artículo 21
El acuerdo extiende a los Estados Unidos para la paz del resto de pueblos de Indochina con las correspondientes ayudas necesarias para su reconstrucción.

## Personalidades

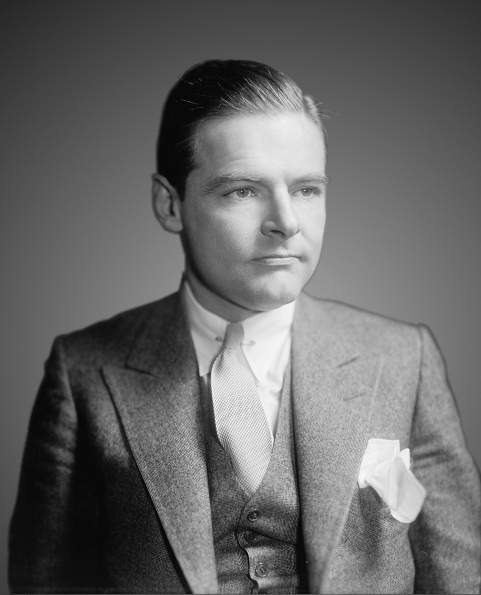
Henry Cabot Lodge, Jr., uno de los signatarios del Tratado.

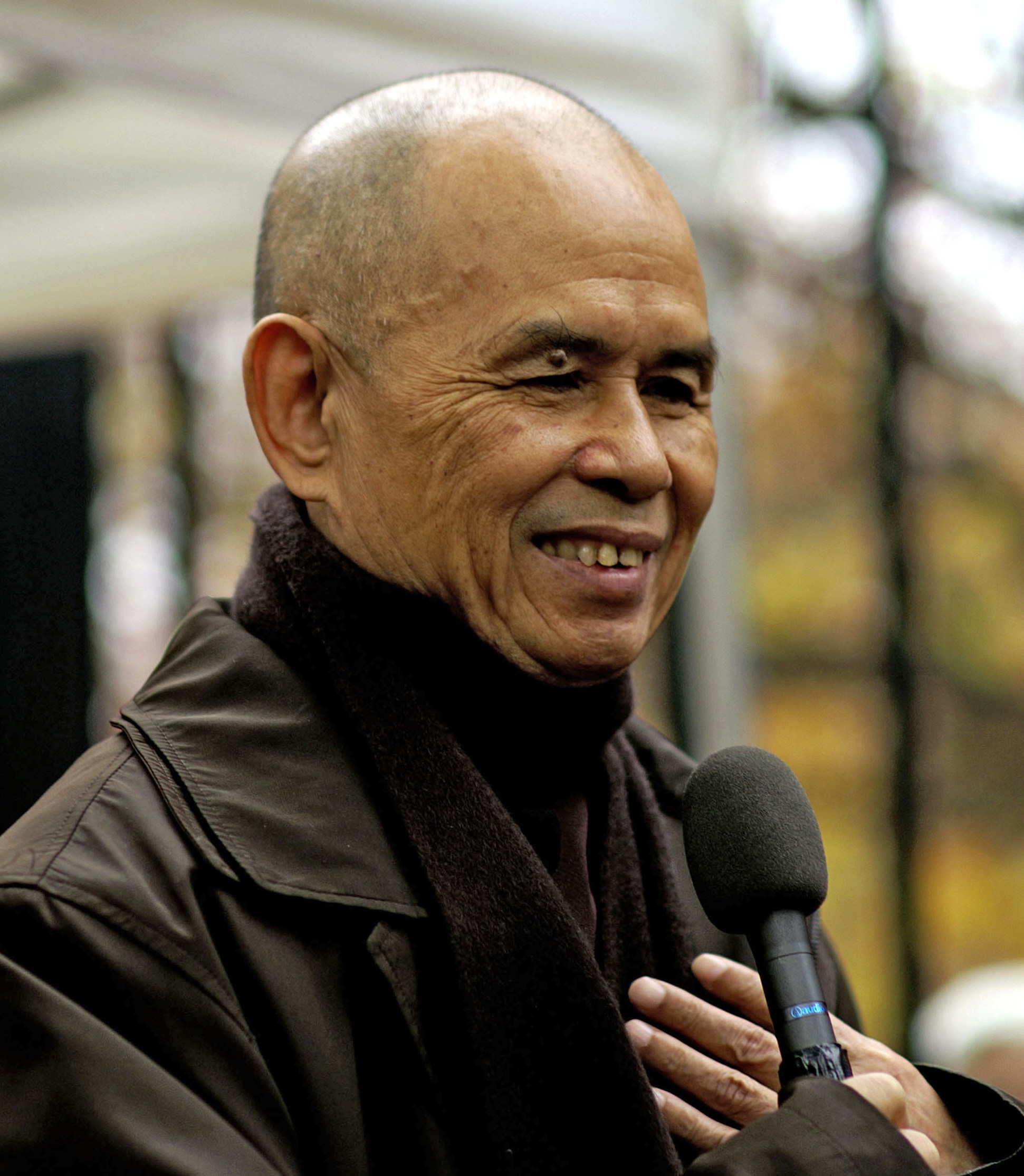
Thích Nhất Hạnh, personalidad clave en las negociaciones.

### Signatarios
- Henry Cabot Lodge, Jr. (1902—1985), senador republicano de los Estados Unidos, embajador en la Organización de las Naciones Unidas, en Vietnam y en Ciudad del Vaticano.
- William P. Rogers (1913—2001), Secretario de Estado de los Estados Unidos desde 1969 a 1973 durante la presidencia de Richard Nixon.
- Charles Tran Van Lam (1913—2001), ministro de asuntos exteriores de Vietnam del Sur.
- Nguyen Duy Trinh (1910—1985), ministro de asuntos exteriores de Vietnam del Norte.
- Nguyễn Thị Bình (1927), líder comunista vietnamita en nombre del Frente Nacional de Liberación de Vietnam (Viet Cong).

### Otras personas clave en las negociaciones
- Henry Kissinger (1923), consejero del Departamento de Estado de los Estados Unidos, Premio Nobel de la Paz en 1973 junto a Le Duc Tho.
- Lê Ðức Thọ (1911—1990), revolucionario, militar y político vietnamita, galardonado junto a Henry Kissinger con el Premio Nobel de la Paz en 1973, premio que él se negó a aceptar.
- Thích Nhất Hạnh (1926-2022), monje budista y activista por la paz, nominado para el Premio Nobel por ese motivo. Refugiado político en Francia desde 1972, por su combate pacífico, empezado durante la guerra de Vietnam.